# 위험한 연인 (1987년 영화)
《위험한 연인》(Someone To Watch Over Me)은 미국에서 제작된 리들리 스콧 감독의 1987년 액션, 범죄, 스릴러, 드라마 영화이다. 톰 베린저 등이 주연으로 출연하였고 티에리 드 가네이 등이 제작에 참여하였다.

## 출연

### 주연
- 톰 베린저
- 미미 로저스
- 로레인 브라코
- 제리 오바치
- 존 루빈스타인
- 안드레스 카출라스

### 조연
- 다니엘 휴 켈리
- 할리 크로스
- 토니 디베네데토
- 제임스 E. 모리어티
- 마크 모세스

## 기타
- 미술: 짐 비셀